# Till Behnke

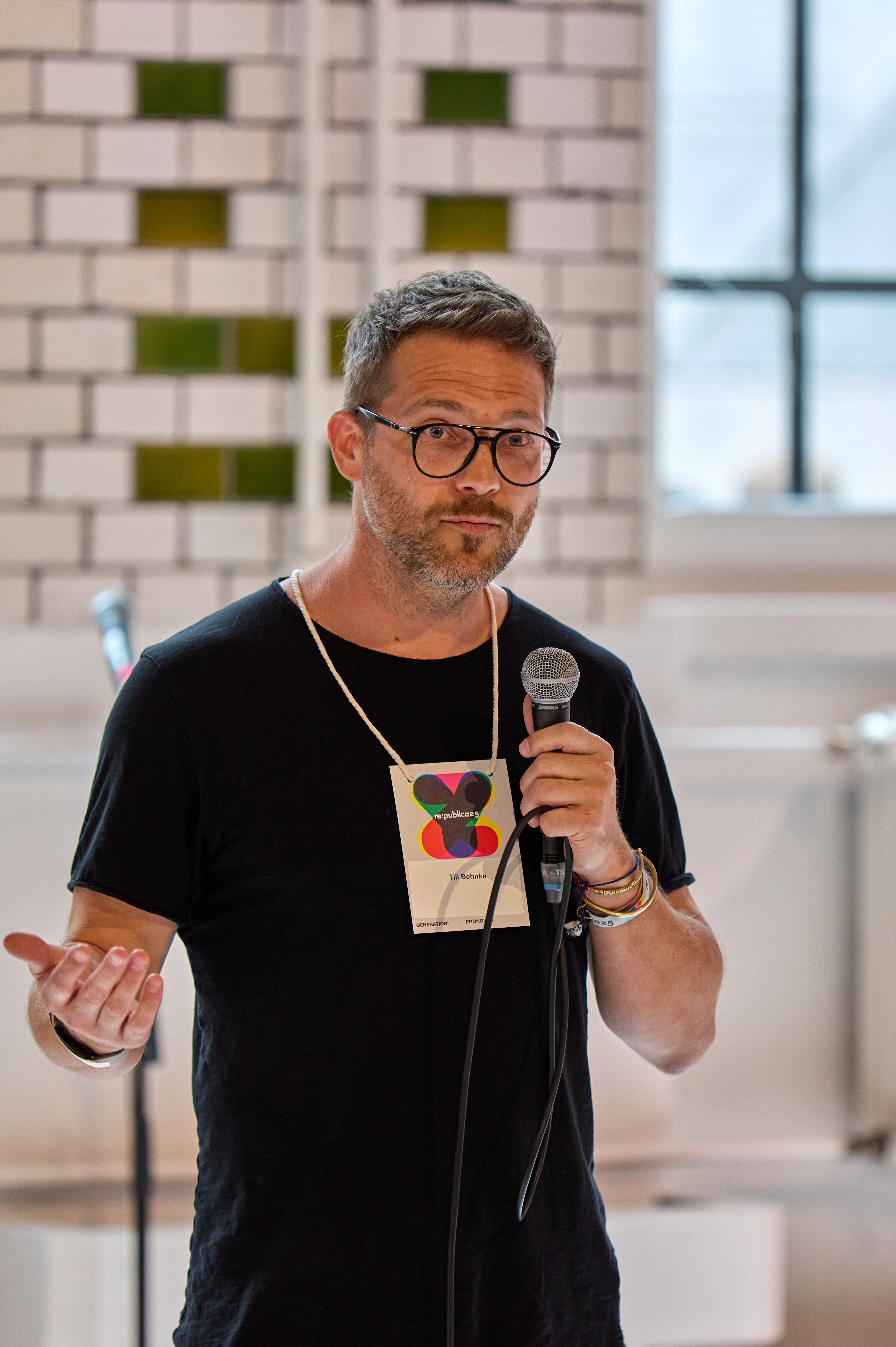
Till Behnke, 2025

Till Behnke (* 25. März 1979 in Heidelberg) ist ein deutscher Unternehmer und ehemaliger Rugby-Nationalspieler. 2007 hat Behnke die Spendenplattform Betterplace gegründet und 2015 mit Christian Vollmann und vier weiteren Mitstreitern das soziale Netzwerk nebenan.de. Er ist Mitinitiator des Siebener-Rugby-Turniers Oktoberfest Sevens.

## Sportkarriere
Till Behnke spielte Rugby Union für die Rudergesellschaft Heidelberg, mit der er deutscher Meister der Junioren (1997), deutscher Pokalsieger (2003) und deutscher Meister im Siebener-Rugby (1998, 1999, 2001, 2002 und 2003) war, sowie für die Universität Kapstadt und den Berliner RC. 1999 war er Top-Try-Scorer der Rugby-Bundesliga. Er absolvierte Länderspiele für die deutsche Rugby-Union-Nationalmannschaft und die Siebener-Rugby-Nationalmannschaft.

## Auszeichnungen
2009 erhielt die von Behnke mitgegründete Stiftung Betterplace.org vom damaligen Bundespräsidenten Horst Köhler die Auszeichnung „Ausgewählter Ort im Land der Ideen“. 2010 wurde er vom Wirtschaftsmagazin Capital unter die 40 wichtigsten Nachwuchsmanager unter 40 gewählt.
2013 zählte ihn die Zeitschrift GQ zu den 100 wichtigsten deutschen Männern. 
Er ist Fellow der Non-Profit-Organisation Ashoka. 2020 war Behnke (nebenan.de) bei den German Startup Awards des Bundesverbands Deutsche Startups als Social Entrepreneur des Jahres nominiert.

## Engagement
Behnke ist Gründer und Vorsitzender des Aufsichtsrats der gemeinnützigen Aktiengesellschaft gut.org, der Muttergesellschaft von betterplace.org. Gemeinsam mit Herbert Grönemeyer, Jörg A. Hoppe, Frank Briegmann und Josefine Cox hat er die Stiftung Musik Bewegt gegründet. Till Behnke ist Mitglied im Gutachterausschuss der Stiftung Deutsche Sporthilfe. Von 2011 bis 2013 gehörte er dem Innovationsbeirat des Bundesministeriums für wirtschaftliche Zusammenarbeit und Entwicklung an.